# سندرم پارانئوپلاستیک
سندرم پارانئوپلاستیک یا نشانگان منتج از سرطان(به انگلیسی: Paraneoplastic syndrome) به اختلالات بالینی گفته می‌شود که همراه و موازی با یک بیماری نئوپلاستیک بدخیم نمود یافته ولی این اختلالات ناشی و پی‌آمدی از حضور مستقیم فیزیکی تومور ویا فرایند متاستاز نمی‌باشد. این سندرم ممکن است ناشی از آزاد شدن یک یا چند ماده از تومور یا واکنش بدن مبتلا به تومور باشد.
پیدایش این سندرم، ممکن است موازی و همزمان با بیماری سرطان به صورت زمینه‌ای بوده و در صورت درمان موفقیت‌آمیز سرطان، این نشانگان نیز از بین بروند هرچند از دیدگاه ایمنی‌شناسی و عصب‌شناسی این بهبودی بعید به‌نظر می‌رسد.
۱۶–۱۵٪ سرطان‌ها را تشکیل می‌دهند و به این نحو اند که مدیاتورها یا هورمون‌هایی سنتز می‌کنند که مربوط به آن ناحیه نیست؛ مثلاً فرد سرطان ریه دارد اما تولید PTH (که در پاراتیرویید است) /آدرنال/ACTHَ (که در هیپوفیز است) می‌کند
سندرم پارانئوپلاستیک می‌تواند نشانه مهمی از یک سرطان باشد و بنابراین در مسیر پروگنوزی راهی برای شناسایی و درمان در سرطان محسوب می‌شود به‌طوری‌که پروتئین‌های ترشح شده را می‌توان به‌عنوان تومور مارکر برای درک بهتر مسیر درمانی در سرطان ردیابی نمود.